# Gulariya (Indie)
Gulariya – miasto w północnych Indiach w stanie Uttar Pradesh, na Nizinie Hindustańskiej.
Populacja miasta w 2001 roku wynosiła 4886 mieszkańców.